# 中華武士會
中華武士會，又稱天津武士會、天津國術會、北洋拳術館，民國初年華北最大的民間武術團體，直系軍閥领袖馮國璋出力甚多。中華武士會創於1910年，1928年後停止活動，對於中國武術的推展有很大的貢獻。

## 歷史
中華武士會原為革命黨人同盟會的外圍團體，西元1910年，直隸省滄縣武術名家馬鳳圖與形意拳名家葉雲表，受同盟會燕京支部之命，在天津籌畫創立。1911年，在天津河北三條石自治研究所，召開第一次籌備大會，選出葉雲表為會長，馬鳳圖任副會長兼總教習，為號召武林同道加入，特別邀請李存義來主持教務，任教務主任，李瑞東任榮譽總教習。
1912年，由天津官方發起，設立中華武士會天津分會，又稱天津中華武術會、天津國術會，是當時第一個由官方主持的武術團體。以馮國璋任榮譽會長，李存義任總教習兼會長，張占魁任副會長。因為李瑞東曾與李存義結拜，眾人尊瑞東為首，也稱瑞東為「老會長」，但實際上的工作皆是由李存義負責。成立之時，在天津河北公園舉辦武術表演「天下英雄會」，轟動一時，與上海的精武體育會聲氣相通。在他們的帶領下，天津當時建立了二十多個武術團體。
成立之初，人才匯集，教練有李書文、張占魁、閰道生、張景星、王中泉、霍殿閣、郝恩光等人，同心推廣武術，一時極盛。武士會所教授的拳術以形意拳、八卦掌、八極拳為主，但同時也教授許多北方武術，如彈腿等。雖然成員皆來自不同的武術流派，但在李存義的主持下，大家皆能夠齊心同力。李存義也經常率領其中的學員，與其他地方的武術團體進行交流。
1914年，郝恩光至日本東京成立分會，為武士會建立了海外分部。
在李存義死後，其門下選出薛顛繼任國術館館長，但因原先的各派系開始獨立活動，協會分崩離析，武士會也因此而衰微。1927年，南京中央國術館成立之後，張占魁率領他門下積極投入，河北形意拳門下如尚雲祥，八極拳門下如馬鳳圖、馬英圖也都加入其中。1928年，中華武士會決定停止活動，但是天津國術館仍然繼續存在，直到中華人民共和國建立之後才被解散。